# ایوا (عکاس)
ایوا  (با نام اصلی: الس ارنستی نیولندر-سیمون) (انگلیسی: Yva; ۲۶ ژانویهٔ ۱۹۰۰ – ۳۱ دسامبر ۱۹۴۴) عکاس اهل آلمان بود.

## نگارخانه

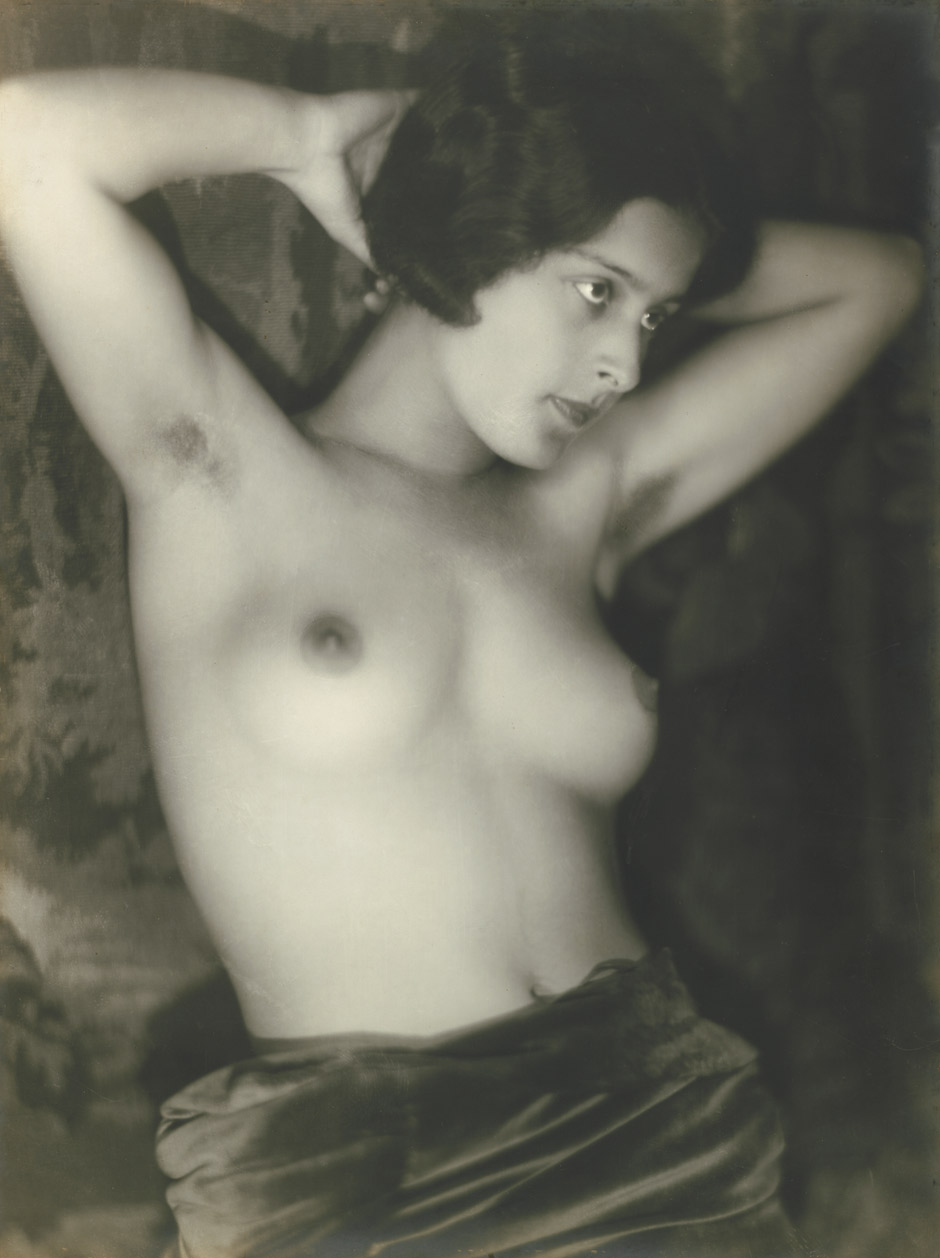
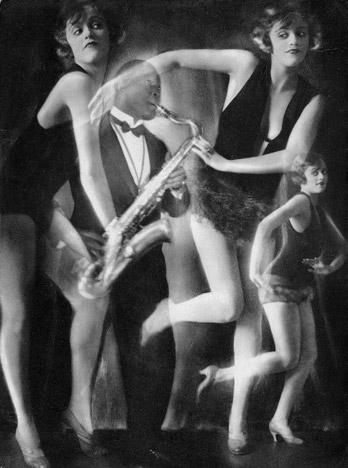
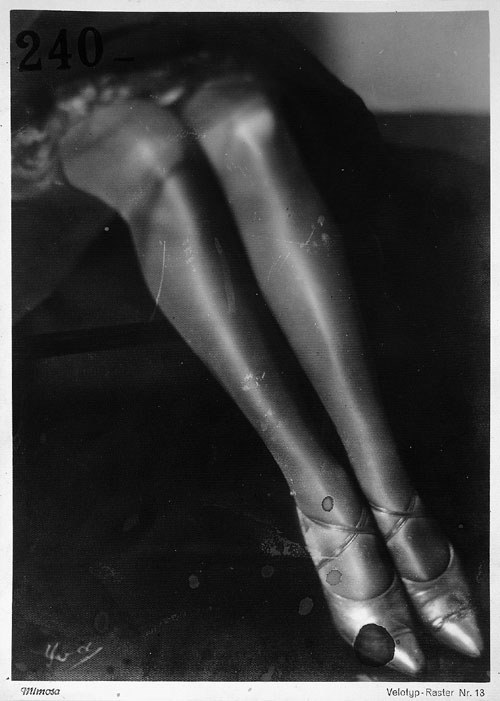
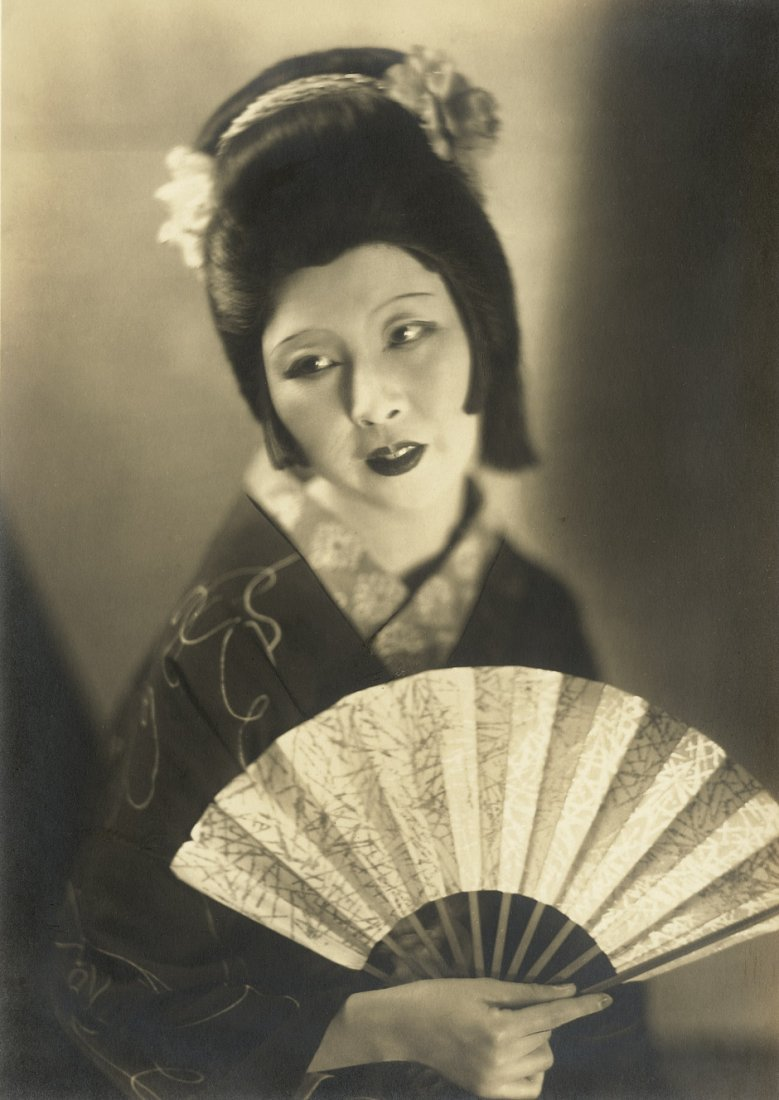
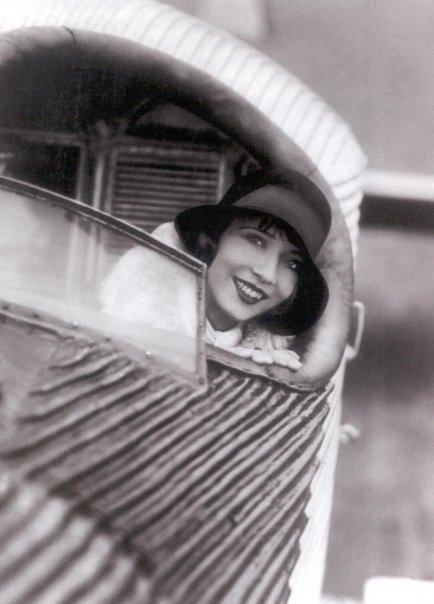
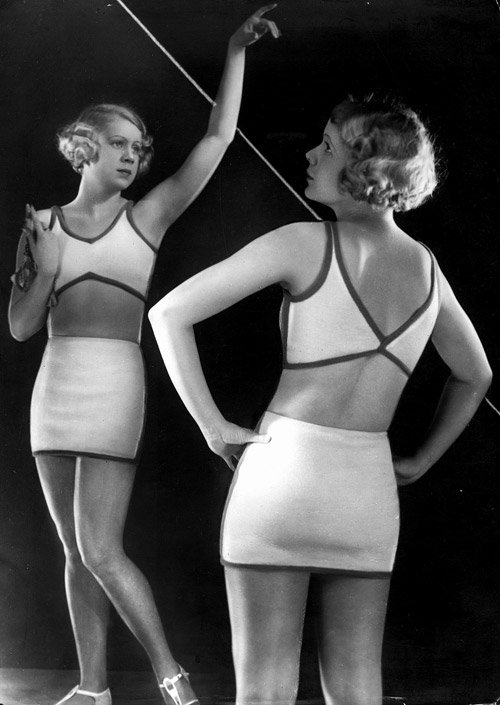
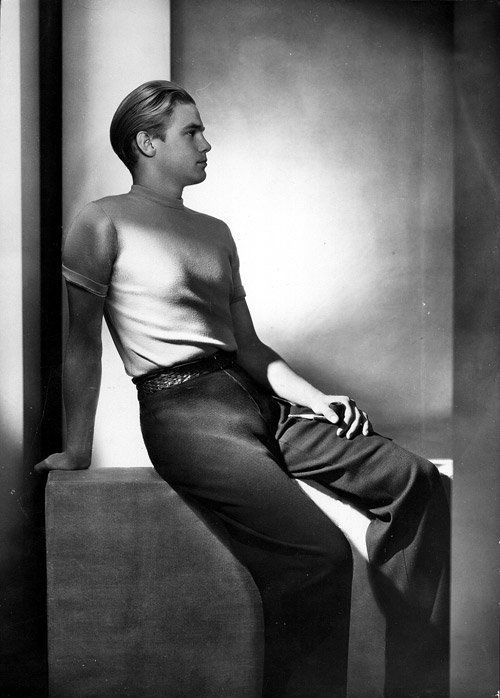
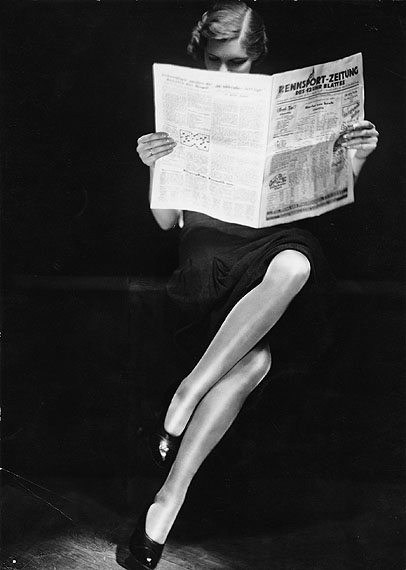
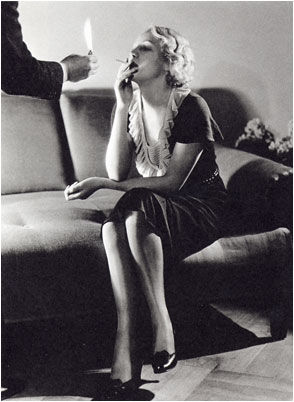
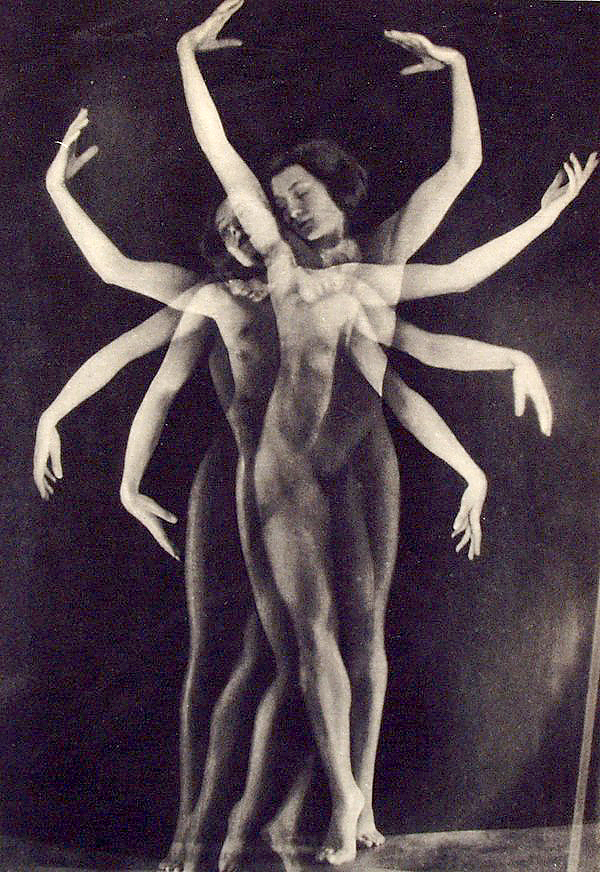